# Урал сасси
«Урал сасси» (с чуваш. — «Голос Урала») — республиканская общественно-политическая газета на чувашском языке, издающаяся в Башкортостане.

## История
Газета основана в октябре 1989 года как приложение к газете «Совет Башкортостаны». В 1990 году получила статус республиканской.
В январе 1999 года газета удостоена премии имени Н. Я. Бичурина, а в 2013 году награждена орденом Н. В. Никольского.

## Современное положение
Газета выходит 1 раз в неделю тиражом 3,3 тыс. экземпляров на четырёх полосах формата А3. Имеет интернет-версию.
Учредителями газеты являются Парламент и Правительство Республики Башкортостан. Редакция расположена в городе Белебей.

## Содержание
Газета «Урал сасси» освещает жизнь чувашей Республики Башкортостан, их историю, проблемы возрождения, сохранения и развития чувашского языка, национальной культуры, традиций и обычаев. Также газета рассказывает о знаменитых чувашах — учёных, писателях, поэтах, композиторах, общественных деятелях, художниках и др. Печатаются произведения участников литературного объединения «Шуратал».